# Hagtornssandbi
Hagtornssandbi (Andrena carantonica, även Andrena scotica, se nedan) är en art i insektsordningen steklar som tillhör överfamiljen bin och familjen grävbin.

## Beskrivning
Arten har en längd av 12 till 14 mm för honan, 11 till 13 mm för hanen, och har en övervägande blekbrun behåring: Speciellt mellankroppen och bakkroppens två första tergiter har en blekbrun hårbeklädnad. Honans ansiktsbehåring är övervägande svart med blekbruna hår endast vid antennerna (som är mörka hos båda könen), medan hanens ansiktbehåring tvärtom är blekbrun utom intill ögonen, där behåringen är svart. Bakskenbenens hårbeklädnad skiljer sig dessutom åt mellan könen: Hos honan är den tvåfärgad i svart och vitt, hos hanen är den enbart mörk. Särskilt hos hanen kan dessutom den bruaktiga behåringen blekna med åren.

## Ekologi
Habitaten utgörs av skogsbryn och -gläntor, buskage, vägrenar, hagar, ängar, villasamhällen, parker, trädgårdar och fruktträdgårdar. I bergen (Alperna och Karpaterna) kan hagtornssandbiet gå upp till 1 000 m.
I norra delen av artens utbredningsområde flyger den mellan mitten av april till juni månad ut. Längre söderut, där arten har två generationer per år, flyger den mellan april till augusti. Arten är polylektisk, den flyger till blommande växter från många olika familjer, som rosväxter (bland annat hagtornssläktet, som det svenska trivialnamnet antyder), videväxter, kinesträdsväxter (som bland annat lönnar), korgblommiga växter, flockblommiga växter, ranunkelväxter, kransblommiga växter och kornellväxter.
Som alla sandbin gräver den bogångar med larvbon i marken, försedda med matförråd i form av pollen. Just denna art väljer gärna glesbevuxna partier av skogsbryn, ängar och trädgårdar, men den kan även gräva ut bogångar i lerfogar i husväggar. Arten är semisocial; flera honor samsas om ett bo med gemensam ingång, men varje hona tar emellertid hand om sina egna larvceller.
Hagtornssandbiet parasiteras av gökbina majgökbi, gyllengökbi och Nomada flava.

## Utbredning
Arten förekommer i större delen av Europa från Fennoskandien i norr till Iberiska halvön och Balkan i söder, och från Brittiska öarna i väster via Ryssland och vidare till Sibirien i öster.
I Sverige är arten vanlig i Götaland, Svealand och längst kustområdena i södra Norrland upp till Sundsvallsområdet. Arten är inte rödlistad utan klassificerad som livskraftig.
I Finland har arten påträffats längs sydkusten (inklusive Åland) samt norrut upp till Norra Savolax. Även där är den inte rödlistad utan klassificerad som livskraftig.

## Taxonomi
Det vetenskapliga namnet är omdebatterat. Vissa forskare betraktar A. scotica som en synonym till A. carantonica, medan andra tvärtom betraktar scotica som det korrekta artepitetet, och ser carantonica som en juniorsynonym till arten Andrena trimmerana. Svenska Artdatabanken har valt artepitetet carantonica, medan Finlands Artdatacenter kallar arten Andrena scotica. Den här artikeln ansluter sig till Artdatabankens namngivning.